# شيلي كاغان
شيلي كاغان (بالإنجليزية: Shelly Kagan)‏ هو فيلسوف وأستاذ جامعي أمريكي، ولد في 1956.